# Jyri Niemi
Pour les articles homonymes, voir Niemi.
Jyri Niemi (né le 15 juin 1990 à Hämeenkyrö) est un joueur professionnel finlandais de hockey sur glace. Il évolue au poste de défenseur.

## Biographie

### Carrière en club
Choisi en 2007 par les Blades de Saskatoon en treizième position lors du repêchage européen de la Ligue canadienne de hockey, il part en Amérique du Nord. Lors du repêchage d'entrée dans la LNH 2008, il est acquis au troisième tour, en 72e position au total par les Islanders de New York. Au cours du repêchage d'entrée dans la KHL 2010, il est sélectionné en troisième ronde, en 39e choix par le SKA Saint-Pétersbourg. Il joue trois saisons dans la Ligue de hockey de l'Ouest. Le 25 mai 2010, il échangé aux Rangers de New York en retour d'un choix de sixième ronde au repêchage d'entrée dans la LNH 2010. Il passe professionnel avec le Wolf Pack de Hartford, club école des Rangers dans la Ligue américaine de hockey.

### Carrière internationale
Il représente la Finlande en sélections jeunes.

## Statistiques

### En club
| Saison    | Équipe                                       | Ligue |    | Saison régulière | Saison régulière | Saison régulière | Saison régulière | Saison régulière |   | Séries éliminatoires | Séries éliminatoires | Séries éliminatoires | Séries éliminatoires | Séries éliminatoires |
| Saison    | Équipe                                       | Ligue | PJ | B                | A                | Pts              | Pun              | PJ               | B | A                    | Pts                  | Pun                  |                      |                      |
| 2007-2008 | Blades de Saskatoon                          | LHOu  | 49 | 14               | 20               | 34               | 57               | -                | - | -                    | -                    | -                    |                      |                      |
| 2008-2009 | Blades de Saskatoon                          | LHOu  | 60 | 7                | 25               | 32               | 74               | 6                | 1 | 6                    | 7                    | 10                   |                      |                      |
| 2009-2010 | Blades de Saskatoon                          | LHOu  | 50 | 8                | 21               | 29               | 67               | 10               | 2 | 0                    | 2                    | 26                   |                      |                      |
| 2010-2011 | Wolf Pack de Hartford / Whale du Connecticut | LAH   | 46 | 3                | 6                | 9                | 22               | -                | - | -                    | -                    | -                    |                      |                      |
| 2011-2012 | Whale du Connecticut                         | LAH   | 8  | 0                | 1                | 1                | 4                | -                | - | -                    | -                    | -                    |                      |                      |
| 2011-2012 | Road Warriors de Greenville                  | ECHL  | 52 | 9                | 12               | 21               | 82               | 3                | 0 | 1                    | 1                    | 2                    |                      |                      |
| 2012-2013 | Whale du Connecticut                         | LAH   | 11 | 1                | 1                | 2                | 9                | -                | - | -                    | -                    | -                    |                      |                      |
| 2012-2013 | Road Warriors de Greenville                  | ECHL  | 15 | 1                | 5                | 6                | 35               | -                | - | -                    | -                    | -                    |                      |                      |
| 2013-2014 | HPK Hämeenlinna                              | Liiga | 23 | 1                | 8                | 9                | 32               | 5                | 0 | 0                    | 0                    | 2                    |                      |                      |
| 2014-2015 | HPK Hämeenlinna                              | Liiga | 41 | 4                | 9                | 13               | 28               | -                | - | -                    | -                    | -                    |                      |                      |
| 2015-2016 | Ilves Tampere                                | Liiga | 24 | 1                | 5                | 6                | 22               | -                | - | -                    | -                    | -                    |                      |                      |
| 2016-2017 | Ilves Tampere                                | Liiga | 12 | 0                | 3                | 3                | 6                | -                | - | -                    | -                    | -                    |                      |                      |
| 2017-2018 | KooKoo Kouvola                               | Liiga | 34 | 2                | 8                | 10               | 55               | -                | - | -                    | -                    | -                    |                      |                      |
| 2018-2019 | Sport Vaasa                                  | Liiga | 41 | 4                | 12               | 16               | 97               | -                | - | -                    | -                    | -                    |                      |                      |

### En équipe nationale
| Année | Compétition                 |   | PJ | B | A | Pts | Pun | +/-                  |  | Résultat |
| 2009  | Championnat du monde junior | 6 | 2  | 1 | 3 | 6   | +3  | Septième de l'élite  |  |          |
| 2010  | Championnat du monde junior | 6 | 3  | 2 | 5 | 6   | -8  | Cinquième de l'élite |  |          |